# Барлета-Андрия-Трани
Барлета-Андрия-Трани (на италиански: Provincia di Barletta-Andria-Trani) е провинция в Италия, в региона Апулия. Площта ѝ е 365 км², а населението – около 390 000 души (2007). Провинцията включва 10 общини.
Това е единствената провинция в Италия с три административни центъра – градове Андрия, Барлета и Трани. Тя е била създадена през 2004 г., но е действаща от 2009 г.

## Административно деление
Провинцията се състои от 10 общини:
| Община                 | Население |
| ---------------------- | --------- |
| Андрия                 | 99.734    |
| Барлета                | 94.089    |
| Трани                  | 53.855    |
| Бишелие                | 54.527    |
| Каноза ди Пуля         | 31.075    |
| Маргерита ди Савоя     | 12.550    |
| Минервино Мурдже       | 9.625     |
| Сан Фердинандо ди Пуля | 14.822    |
| Сринацола              | 6.949     |
| Тринитаполи            | 14.502    |